# Якоб Кун
Якоб (Кьоби) Кун (на немски: Jakob „Köbi“ Kuhn) е бивш швейцарски футболист-национал, полузащитник. Висок 1,75 м. По-късно става треньор по футбол.
Роден е на 12 октомври 1943 г. в Цюрих, Швейцария. Футболист на ФК Цюрих от 1960 до 1977 г. Шампион на Швейцария през 1963, 1966, 1968, 1974, 1975 и 1976. Носител на Купата на Швейцария през 1966, 1970, 1972, 1973 и 1976. Има 61 мача и 5 гола за националния отбор. Дебютира на 11 ноември 1962 г. срещу Холандия (1-3). Последният му мач е на 8 септември 1976 г. срещу Норвегия (0-1). Участник на СП '66.
След като за известно време работи като треньор във ФК Цюрих (1979-1995), през 1996 г. Кун приема предложение за работа като треньор на националния отбор на Швейцария до 17 г. През 1998 г. става старши треньор на младежкия национален отбор на Швейцария, а през юни 2001 г. е назначен на поста старши треньор на мъжкия национален отбор на Швейцария. Заменяйки аржентинеца Енцо Тросеро, Кун става първият швейцарец-старши треньор на швейцарците от 1969 г. насам. Извежда отбора до финалите на европейското първенство по футбол през 2004 г. и на световното първенство по футбол през 2006 г.